# Hobrechtsfelder Wirtschaftsbahn
| Hobrechtsfelder Wirtschaftsbahn                         | Hobrechtsfelder Wirtschaftsbahn |
| ------------------------------------------------------- | ------------------------------- |
| Bahnübergang für Doppelspurkranzräder in Hobrechtsfelde |                                 |
| Streckenverlauf um 1930 auf einer Karte von 2022        |                                 |
| Streckenlänge:                                          | 60 km                           |
| Spurweite:                                              | 600 mm (Schmalspur)             |
|                                                         |                                 |

Die Hobrechtsfelder Wirtschaftsbahn war eine etwa 60 km lange landwirtschaftliche Feldbahn bei Hobrechtsfelde nordöstlich von Berlin. Sie verband die wichtigsten Gebäude des Stadtguts Hobrechtsfelde wie Kornspeicher, Schlachthaus, Ställe und Sägewerk mit den Heilanstalten in Berlin-Buch sowie der Fleischvernichtungsanstalt in Albertshof und den Hoffnungstaler Anstalten Lobetal.

## Bau
Ab 1875 wurden Rieselfelder zwischen Berlin-Buch und Schönwalde zur Berliner Abwasserreinigung angelegt. Stadtbaurat James Hobrecht war, zusammen mit dem Arzt Rudolf Virchow, maßgeblich an der Planung und dem Bau der Berliner Kanalisation und Abwasserbeseitigung beteiligt. Die Abwässer wurden beim Gemüseanbau zur Düngung benutzt. Weitere Wirtschaftszweige waren Tierzucht und Holzverarbeitung.
Um den Norden Berlins, insbesondere die Bucher Krankenhäuser, mit land- und forstwirtschaftlichen Produkten zu versorgen, entstand ab 1906 das Stadtgut Hobrechtsfelde. Das Stadtgut verlegte eine Feld- und Waldbahn mit einer Spurweite von 600 mm zu den großen Wirtschaftsflächen der Rieselfelder, auf denen Landwirtschaft betrieben wurde, sowie zum Transport von Langholz zum Sägewerk in Hobrechtsfelde. 
An Bahnübergängen und gepflasterten Plätzen wurden Sechsschienengleise verlegt, deren mittlere Schiene mit Rädern mit ein- oder beidseitigem Spurkranz befahren werden konnte. Doppelspurkranzräder galten bei der 1884 entwickelten Spaldingbahn und bei Pferdebahnen als vorteilhaft, um ein Aufweiten der Spurweite zu vermeiden, aber sie erforderten aufwendige Bahnübergänge sowie Schlepp-, Universal- oder Kletterweichen oder Drehscheiben. Außerhalb des Landgutes verliefen die Gleise fast ausschließlich parallel zu den Straßen und Wegen auf fünf Meter langen Gleisjochen mit je fünf Stahlschwellen. Größere Unebenheiten wurden durch Einschnitte und Dämme ausgeglichen.

## Streckenverlauf
Es gab drei Hauptstrecken, die die Standorte der Stadtgüter, dazugehörige Höfe (Vorwerke) sowie die Hoffnungstaler Anstalten in einem Umkreis von ca. 20 km miteinander verbanden:
- von Hobrechtsfelde über Schönow, Schmetzdorf und Ladeburg nach Lobetal und Albertshof[5]
- von Hobrechtsfelde der Hobrechtsfelder Chaussee und Bucher Straße folgend über Blankenfelde bis Rosenthal
- von Hobrechtsfelde den Gorinsee entlang über Anglersruh in den Bernauer Stadtforst

In Rüdnitz und Berlin-Buch bestand Anschluss an die Bahnstrecke Berlin–Stettin und in Blankenfelde an die Heidekrautbahn (Niederbarnimer Eisenbahn).
Hinzu kamen fliegende Gleise, die vorübergehend mit Kletterweichen von den fest verlegten Gleisen abzweigten. Transportiert wurden u. a. Kartoffeln, Rüben, Heu, Getreide, Futter und Dung. Aus Berlin kamen Pferdeäpfel, Kunstdünger und Kohlen. Für längere Baumstämme, Bretter oder Bohlen wurden zwei zweiachsige Wagen zu einer Einheit verbunden. Großabnehmer für landwirtschaftliche Produkte waren die Bucher Kliniken.

### Von Hobrechtsfelde nach Rosenthal
Das Feldbahngleis begann am Gut Hobrechtsfelde. Eine Ausweichstelle und eine Zweigstrecke zu einer Sandgrube befanden sich in Höhe des Hospitals Buch-West (heute Allées des Châteaux). Im Wald an der Wiltbergstraße zweigten zwei Strecken ab. Eine dieser Strecken führte entlang der Hobrechtsfelder Chaussee zum Gut Sperlingslust in Karow (Bucher Straße, Ecke Pankgrafenstraße) und verlief weiter nach Buchholz, bis zum Bahnhof Blankenfelde bzw. nach Schildow und dem Gut Rosenthal.

### Vom Bucher Forst zum Bahnhof Buch
Die Strecke vom Bucher Forst zum Bahnhof Buch begann an der Wiltbergstraße und führte parallel dazu bis in die Straße Am Sandhaus, wo sie hinter den beiden Kossätenhöfen (Mitte der 1960er Jahre wegen Baufälligkeit abgerissen) nach links abbog, dann am Rande eines Rieselfeldes entlang bis in die Nähe der Bahnstation Buch verlief, wo sich später ein städtischer Bauhof mit einem zentralen Rohrlager befand (heute Abenteuer- und Archäologie-Spielplatz).

### Vom Pölnitzweg nach Alt Buch

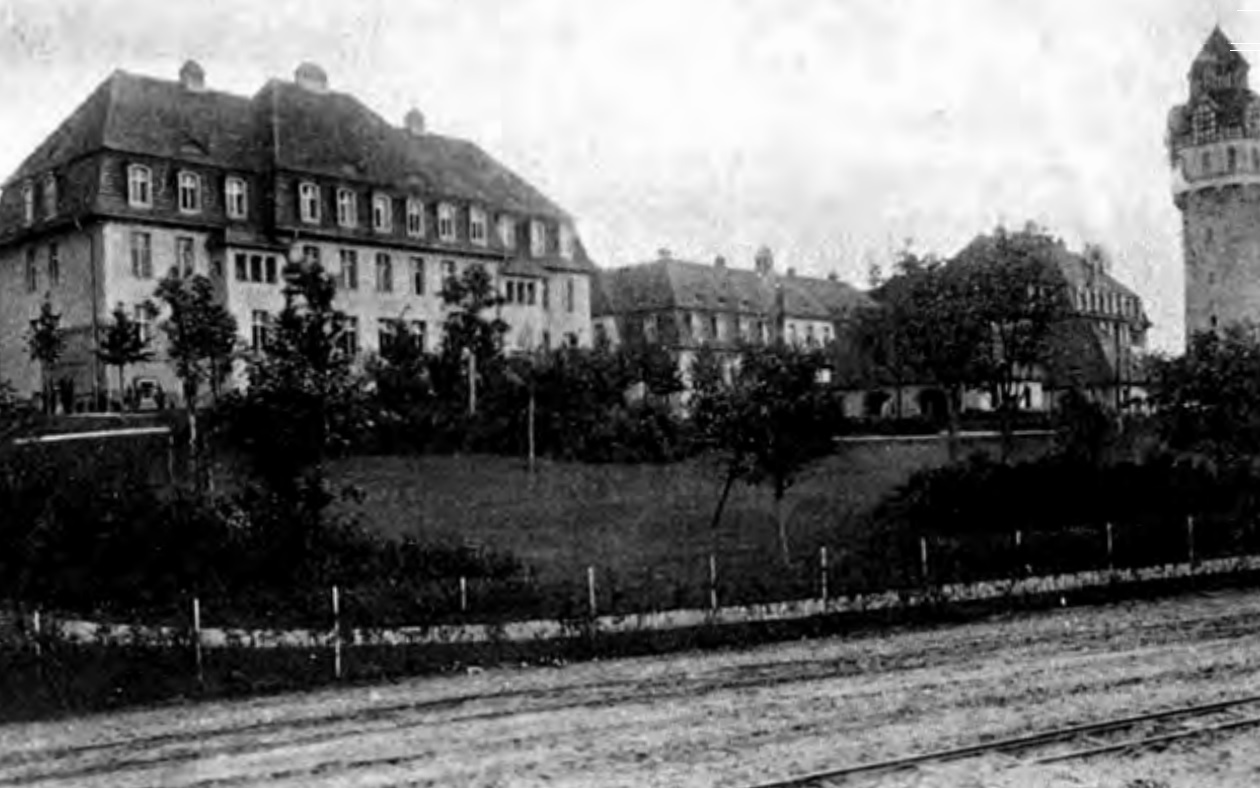
Feldbahngleise der Hobrechtsfelder Wirtschaftsbahn vor dem Alte-Leute-Heim, um 1908

Die Strecke vom Pölnitzweg nach Alt Buch begann im Bucher Forst an der Wiltbergstraße. Am Pölnitzweg, kurz vor der Querung Röbellweg, soll es an der Rückseite der geplanten IV. Irrenanstalt (heute Ludwig-Hoffmann-Quartier) einen Abzweig gegeben haben, der zu den Wirtschaftsgebäuden der Krankenanstalt führte. Die Hauptstrecke kreuzte 100 m nach dieser Gabelung ebenerdig die Gleisanlagen der Fernbahn Berlin–Stettin und der Vorortstrecke Berlin–Bernau/Eberswalde.
Sie unterquerte die neu errichtete Bahnbrücke Pölnitzweg. In der Nähe gab es ein weiteres Ausweichgleis und eine Nebenstrecke, die entlang des Schwarzen Wegs an der Nordseite des Schlossparkes entlangging und am Bahnhof Buch endete. Bei der heutigen Feuerwache zweigte eine Strecke zum Hof des Bucher Stadtgutes ab, um die Stallungen für Kühe, Pferde und Schweine mit Futter zu beliefern und Milchprodukte der Gutsmolkerei für die Krankenanstalten abzuholen.
Die Feldbahn überquerte am Ende des Pölnitzweges die Straße Alt-Buch. Von dort führte eine Zweigstrecke auf der Straße Am Stener Berg bis in die Sandgruben und wohl eine weitere bis zum Küchenhaus des Alte-Leute-Heimes.

### Von Alt-Buch zur III. Irrenanstalt
Die Strecke von Alt-Buch zur III. Irrenanstalt begann an der Gutsschäferei und führte dann, parallel zur Schwanebecker Chaussee, hinter dem Wasserwerk und dem Wohnhaus für leitende Mitarbeiter vom Werk Buch vorbei bis auf das östliche Gelände der III. Irrenanstalt (heute Hufeland-Campus mit dem Helios Klinikum).
Ein Vermessungsplan von 1927 zeigt am Hospital Buch-West (MB V) einen Werkbahnanschluss, der dort in die Wirtschaftszufahrt einmündet. Darauf wurden wohl beim Bau des Hospitals Baumaterialien und Ausstattungselemente angeliefert. Auf einem Plan von 1928 ist ein Feldbahngleis eingezeichnet, das von der Straße Am Stener Berg in das Hospital Buch-Ost (auch Alte Leute Heim, später MB III) führt und am Küchenhof endet.

## Nutzung

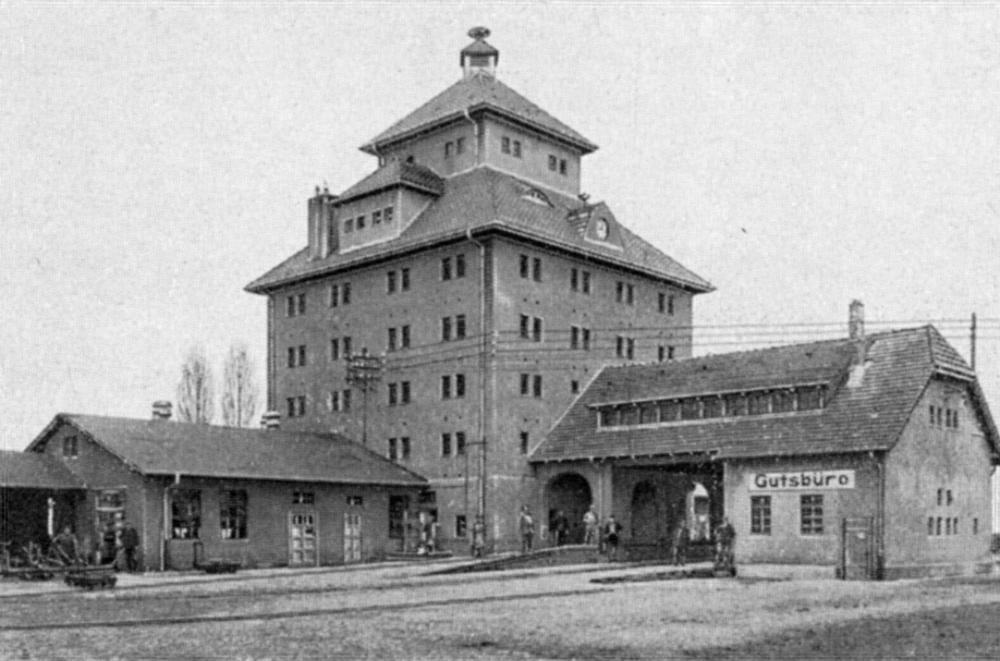
Gleiswaage der Wirtschaftsbahn im nördlichen Anbau des Kornspeichers des Guts Hobrechtsfelde um 1925

Die Schmalspur-Loren wurden von Pferden gezogen, wobei der Zugführer meist wie ein Kutscher auf dem ersten Wagen stand und die meist schweren Kaltblüter an Zügeln führte. Der Kutscher und bei schwerbeladenen Zügen weitere Bremser konnten den Zug mit einer Handbremse in Spindelausführung bremsen. Auf Abschnitten mit starkem Gefälle koppelten sie die Pferde ab, bis der Zug am unteren Ende des Gefälles zum Stillstand kam.
Neben dem Güterverkehr gab es zeitweise auch planmäßige Personentransporte sowie Kirmes- oder Kremserfahrten als Sonderfahrten. Während des Ersten Weltkriegs wurde die Bahn für Krankentransporte vom Bucher Bahnhof in die umliegenden Lazarette verwendet.
In den 1930er Jahren erreichte das Feldbahnsystem mit rund 60 km seine größte Ausdehnung. 1936 wurde durch den Bau der Reichsautobahn nach Stettin der östliche Gleisabschnitt nach Lobetal und Albertshof unterbrochen. Durch den Zweiten Weltkrieg wurde das Feldbahnnetz ab 1942 um weitere Strecken und Fahrzeuge dezimiert.

## Niedergang und Stilllegung

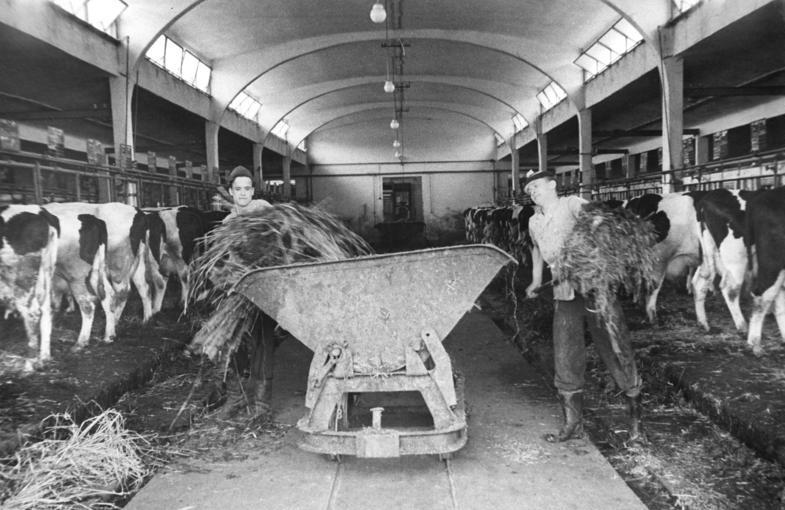
Ausmisten des Rinderstalls in Hobrechtsfelde, 1959

Nach dem Zweiten Weltkrieg wurden die Kipploren auf der Berliner Trümmerbahn eingesetzt und die Anlagen in Hobrechtsfelde und Lobetal-Albertshof getrennt voneinander weiterbetrieben, in Hobrechtsfelde ausschließlich für Futter- und Dungtransporte. Die Modernisierung der in die Jahre gekommenen Stallgebäude mit Futterbändern, Abflusskanälen, Güllewagen und moderner Kälberaufzuchtstation machte Mitte der 1970er Jahre den Betrieb der Gleisanlagen des nun volkseigenen Gutes unrentabel.

## Überreste

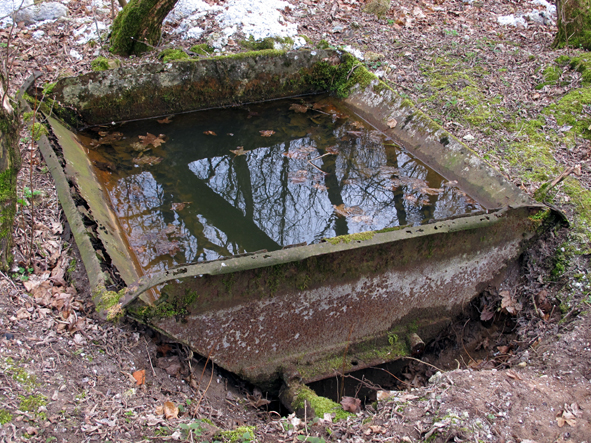
Bodenfund einer Lore der Hobrechtsfelder Wirtschaftsbahn, 2012

In Lobetal, Albertshof und weiteren ehemaligen Gütern sind noch heute Gleisreste oder Spuren in der Pflasterung erkennbar, z. B. in der Dorfstraße, dem Gutshof und im Helios Klinikum Berlin-Buch, Bereich IV in Alt-Buch. An vielen Grundstücken wurden alte Schienen als Zaunpfähle wiederverwendet. Dämme und Einschnitte können noch an einigen Stellen ausgemacht werden. Obwohl das Gut Hobrechtsfelde in den 1990er Jahren als technisches Denkmal ausgewiesen wurde, wurden viele Gebäude abgerissen und die meisten Schienen und Fahrzeuge verschrottet. Ein funktionstüchtiger Feldbahnwagen wurde dem Brandenburgischen Museum für Klein- und Privatbahnen in Gramzow überlassen.
Die alte Haupttrasse der Bahn von der heutigen Stadtgrenze Berlins vorbei am Gut Hobrechtsfelde, entlang der Schönwalder Chaussee bis zum Schönower Friedhof wurde zu einem Radwanderweg ausgebaut. 2011 errichtete die Gemeinde Panketal in Hobrechtsfelde ein Denkmal, das an die verkehrsgeschichtliche Bedeutung der Feldbahn erinnert.

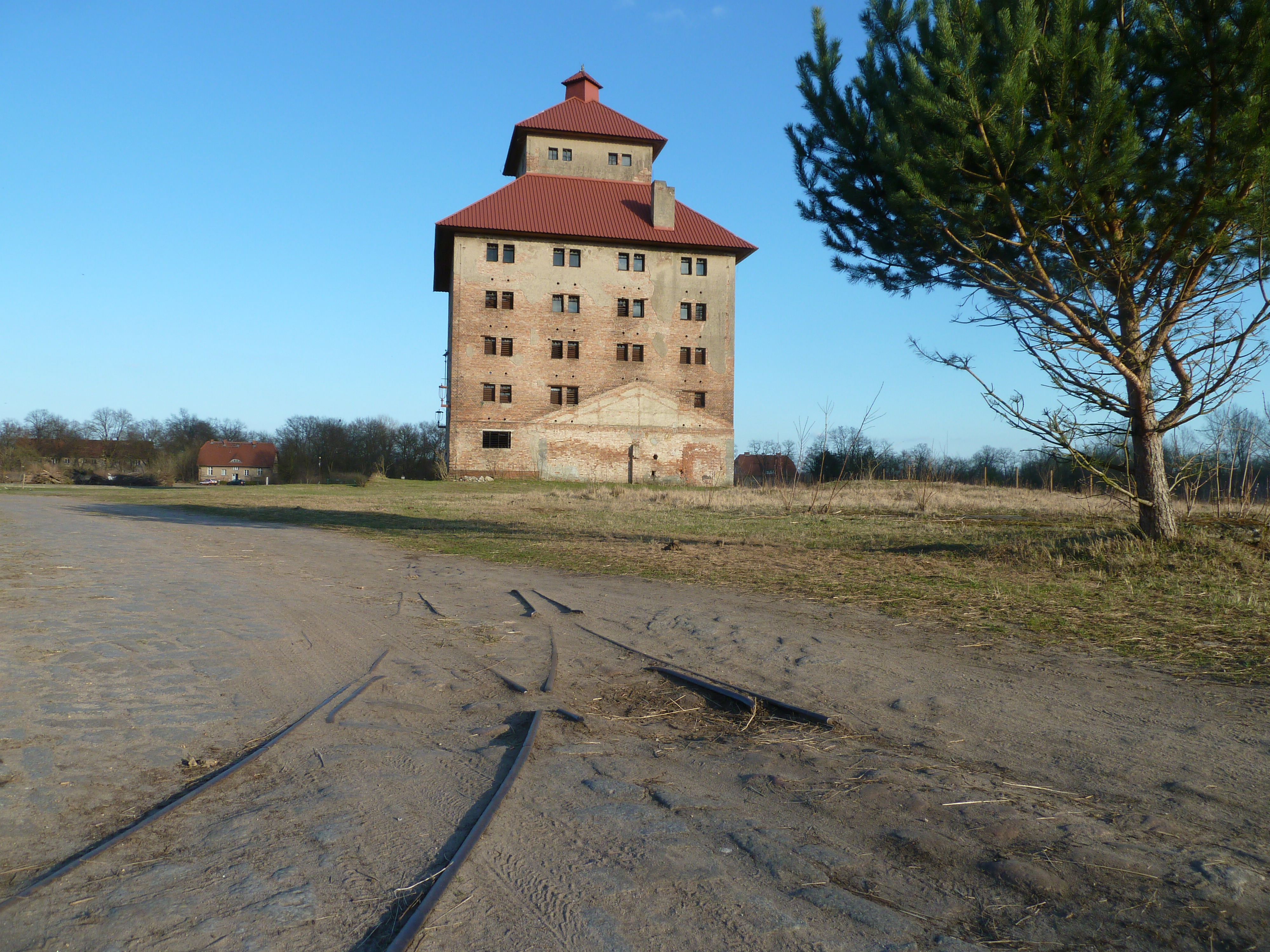
Weiche am alten Kornspeicher
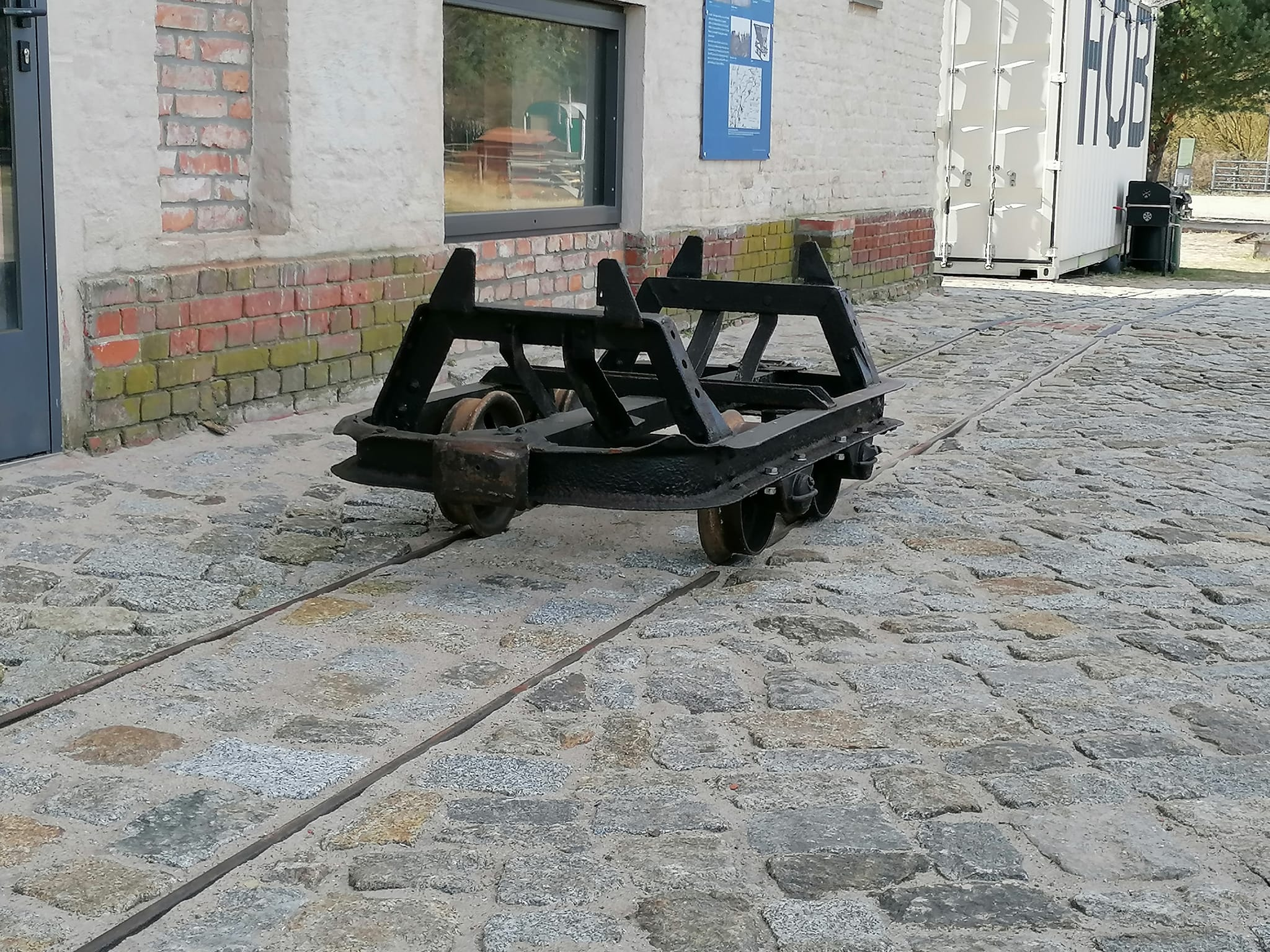
Chassis einer Kipplore
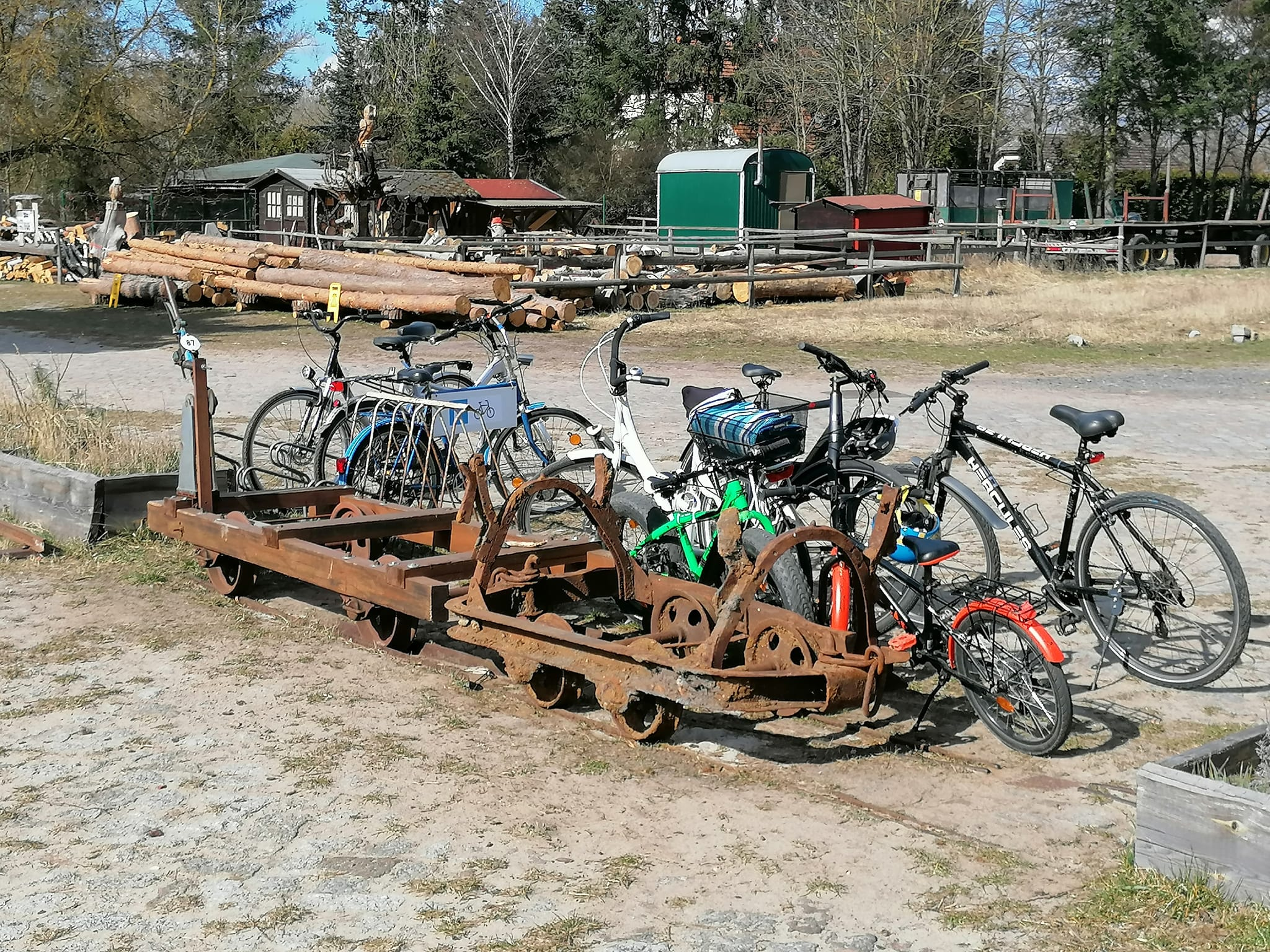
Hölzerne und eiserne Loren
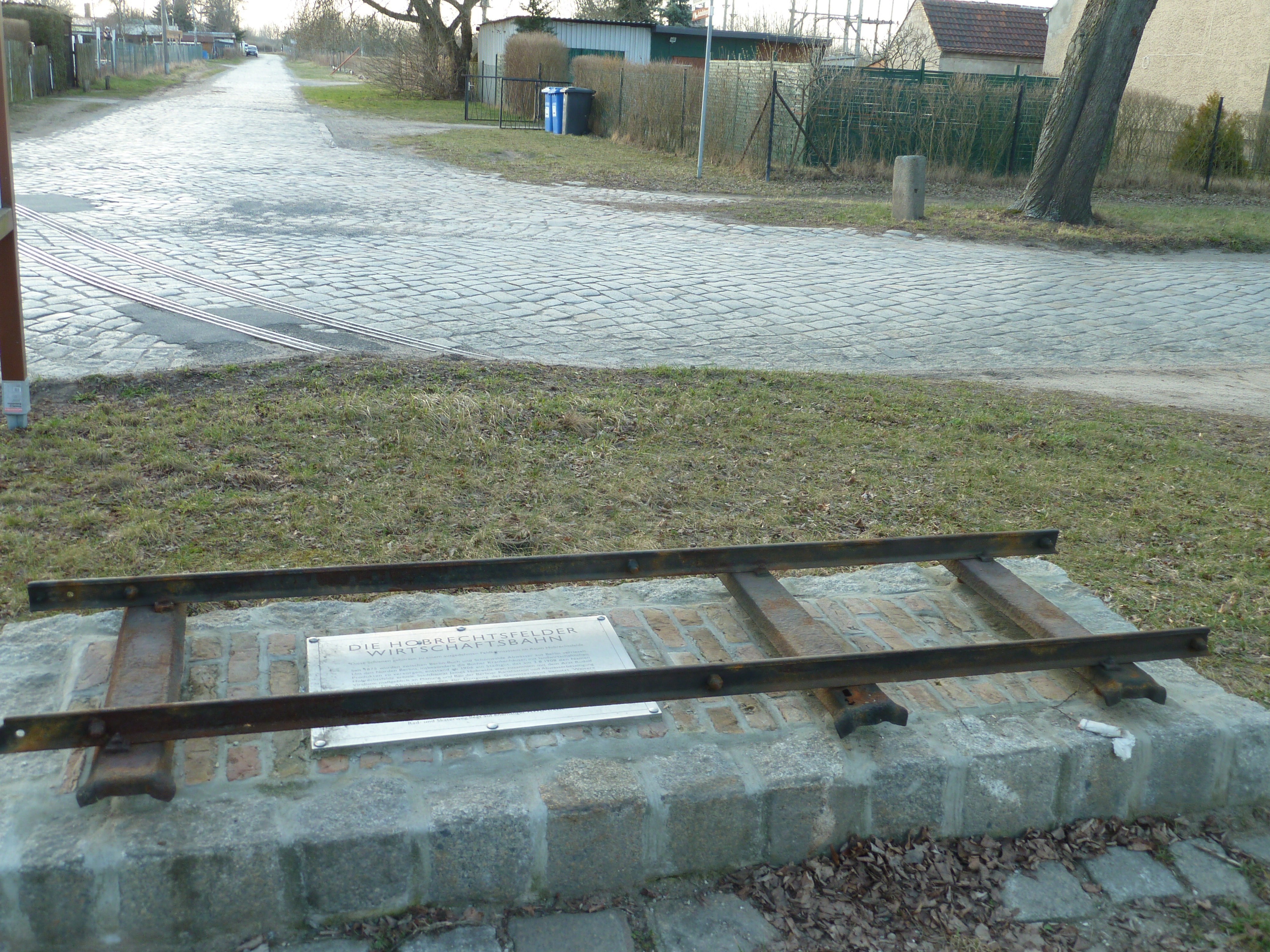
Denkmal
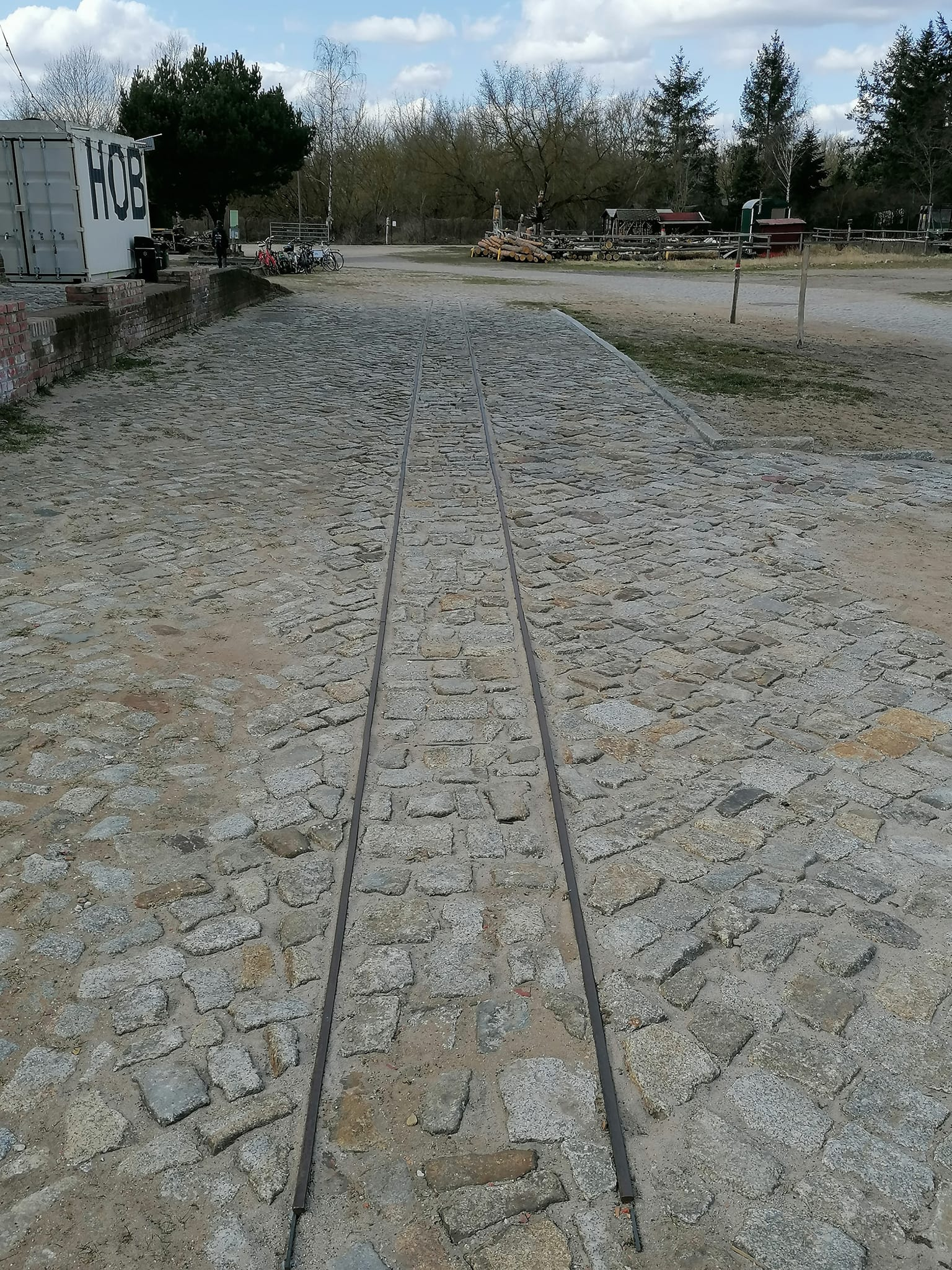
Zweischienengleis
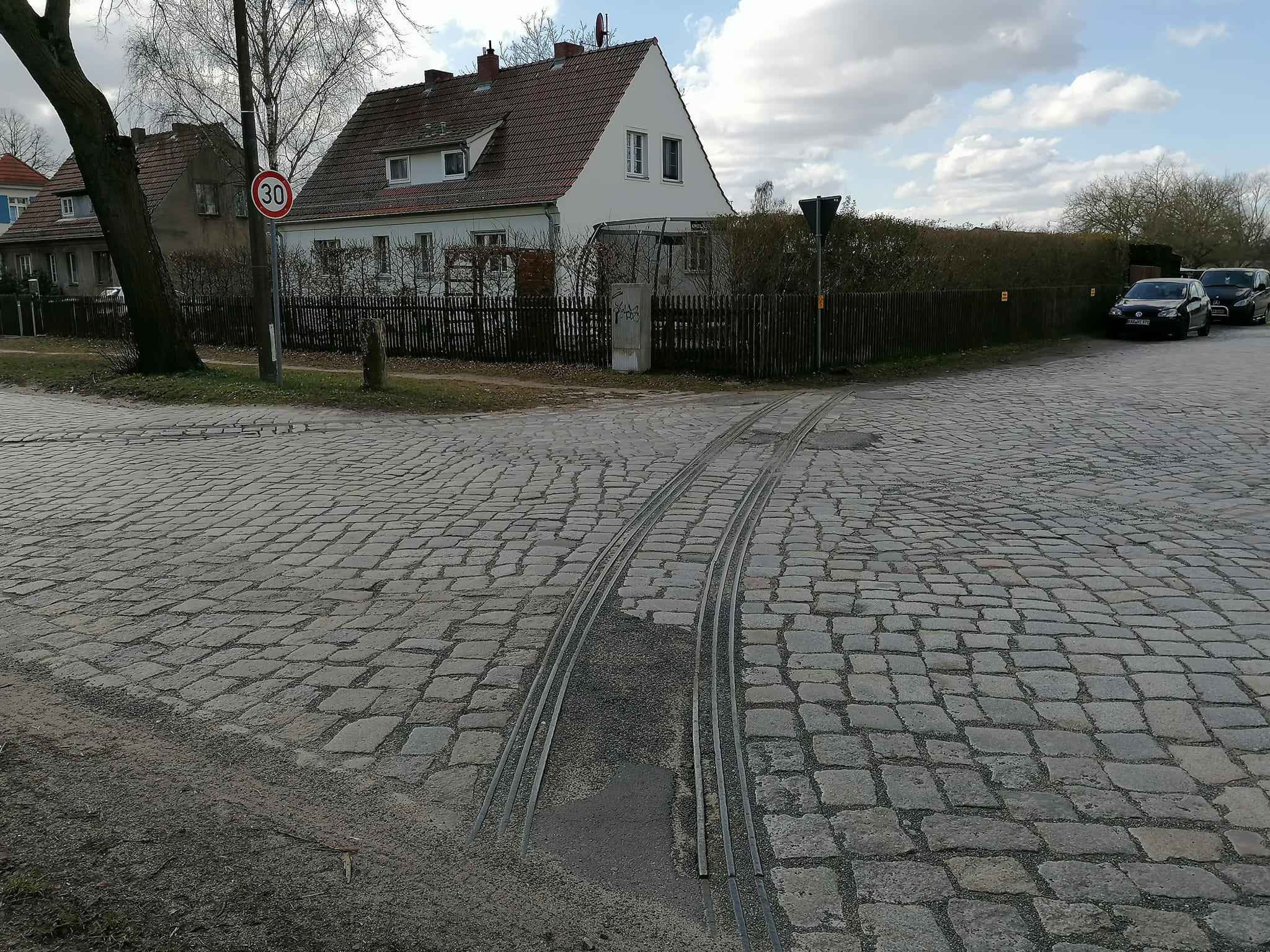
Sechsschienengleis